# Junio Valerio Borghese
Junio Valerio Borghese, wł. Junio Valerio Scipione Ghezzo Marcantonio Maria dei principi Borghese (ur. 6 czerwca 1906 w Rzymie, zm. 26 sierpnia 1974 w Kadyksie) – komandor porucznik (capitano di fregata) marynarki włoskiej, dowódca X Flotylli MAS, skrajnie prawicowy działacz polityczny, pisarz.

## Życiorys
Pochodził z książęcego rodu. Uczył się w Londynie. W 1928 roku ukończył morską akademię wojskową w Livorno, po czym rozpoczął służbę wojskową we flocie podwodnej. Od 1933 roku dowodził jednym z okrętów podwodnych. W latach 1935–1936 brał udział w wojnie włosko-abisyńskiej. Podczas wojny domowej w Hiszpanii w latach 1936–1939 dowodził okrętem podwodnym „Iride”, który został staranowany przez brytyjski niszczyciel HMS „Havock”. Następnie był dowódcą okrętów podwodnych „Vettor Pisani” i „Scirè”. Od 1941 r. pełnił obowiązki dowódcy X Flotylli MAS. Wykonywał dywersyjne misje bojowe, otrzymując przydomek „Czarnego księcia”. Był inicjatorem sformowania pododdziału morskiego, wykorzystującego żywe torpedy, pilotowane przez nurków-komandosów. Największy sukces jego pododdział odniósł 18 grudnia tego roku, kiedy w porcie w Aleksandrii uszkodził poważnie m.in. brytyjskie pancerniki HMS „Valiant” i  HMS „Queen Elizabeth”.
W maju 1943 r. oficjalnie objął dowództwo X Flotylli MAS. Po ogłoszeniu zawieszenia broni i wyjściu Włoch z wojny we wrześniu tego roku, jako radykalny zwolennik faszyzmu opowiedział się za władzami Włoskiej Republiki Socjalnej (RSI). Jesienią 1943 r. objął funkcję zastępcy szefa sztabu ds. operacyjnych marynarki wojennej RSI. W styczniu 1944 roku został na krótko aresztowany w związku z buntem w Batalionie „Maestrale”. Przez władzę Republiki Socjalnej był jeszcze aresztowany kilkukrotnie ze względu na jego proniemieckie poglądy (realizował w zasadzie wytyczne rządu niemieckiego). Z aresztu był jednak wypuszczany za każdym razem, gdyż włoscy faszyści obawiali się nazistowskiego zamachu stanu. Oddziały dowodzone przez niego odpowiedzialne były za liczne czystki na mieszkańcach cywilnych oraz tortury i morderstwa na działach ruchu oporu które przeprowadzane był z pomocą oddziałów Waffen-SS. Jedną z ostatnich akcji, do której wysłano oddziały X MAS, była bitwa pod Anizo-Nettuno, w trakcie której spora grupa żołnierzy formacji zdezerterowała, a pozostali na froncie nie wykazali się większą siłą bojową. Od marca 1945 roku był szefem sztabu marynarki wojennej RSI. Doszedł do stopnia komandora porucznika (capitano di fregata). Po zakończeniu wojny został aresztowany i skazany na karę 12 lat więzienia.
W 1949 roku wyszedł na wolność. W 1950 roku napisał książkę pt. „Decima Flottiglia MAS”, zaś w 1954 r. „Sea Devils”. Następnie został jednym z przywódców włoskiego ruchu skrajnie prawicowego. Był oskarżany o dokonywanie aktów sabotażowych wymierzonych w działaczy lewicowych. Pod koniec 1970 roku, po przeprowadzeniu nieudanego faszystowskiego puczu, został zmuszony do wyjazdu do Hiszpanii.